# Kreis Trins
| Trins               | Trins             |
| ------------------- | ----------------- |
| Trins               |                   |
| Basisdaten          |                   |
| Staat:              | Schweiz           |
| Kanton:             | Graubünden (GR)   |
| Bezirk:             | Imboden           |
| Hauptort:           | Trin              |
| Fläche:             | 151,82 km²        |
| Einwohner:          | 7228 (31.12.2009) |
| Bevölkerungsdichte: | 48 Einw. pro km²  |
| Aufgehoben am:      | 31. Dezember 2015 |
| Karte               |                   |
| Karte von Trins     |                   |

Der Kreis Trins bildete bis 31. Dezember 2015 zusammen mit dem Kreis Rhäzüns den Bezirk Imboden des Kantons Graubünden in der Schweiz. Der Sitz des Kreisamtes war in Trin. Seit der Gebietsreform im Kanton Graubünden haben die Kreise noch die Funktion als Wahlkreis bei den Wahlen für den Grossen Rat.

## Gemeinden
Der Kreis setzte sich aus folgenden Gemeinden zusammen:
| Wappen   | Name der Gemeinde | Einwohner (Dez. 2009) | Fläche in km² | BFS-Nr |
| -------- | ----------------- | --------------------- | ------------- | ------ |
| Felsberg | Felsberg          | 2833                  | 13,40         | 3731   |
| Flims    | Flims             | 2939                  | 50,51         | 3732   |
| Tamins   | Tamins            | 1215                  | 40,74         | 3733   |
| Trin     | Trin              | 1525                  | 47,17         | 3734   |